# IC 434
IC 434 est une nébuleuse en émission située dans la constellation d'Orion. Elle a été découverte par les astronomes français Paul-Pierre et Prosper-Mathieu Henry en 1887.
IC 434 est située en arrière-plan de la célèbre nébuleuse obscure de la Tête de Cheval, dont la silhouette se dessine sur le fond lumineux de la nébuleuse en émission. Les deux nébuleuses font partie d'un même complexe de nuages moléculaires situés à environ 1 500 années-lumière,.

## Observation
Sur la sphère céleste, IC 434 est située au Sud d'Alnitak, une des trois étoiles composant le baudrier d'Orion.  Avec une magnitude dans la bande B égale à 11, il faut utiliser un télescope d'au moins 150 mm d'ouverture pour l'observer. La nébuleuse se révèle davantage en astrophotographie.

## Galerie

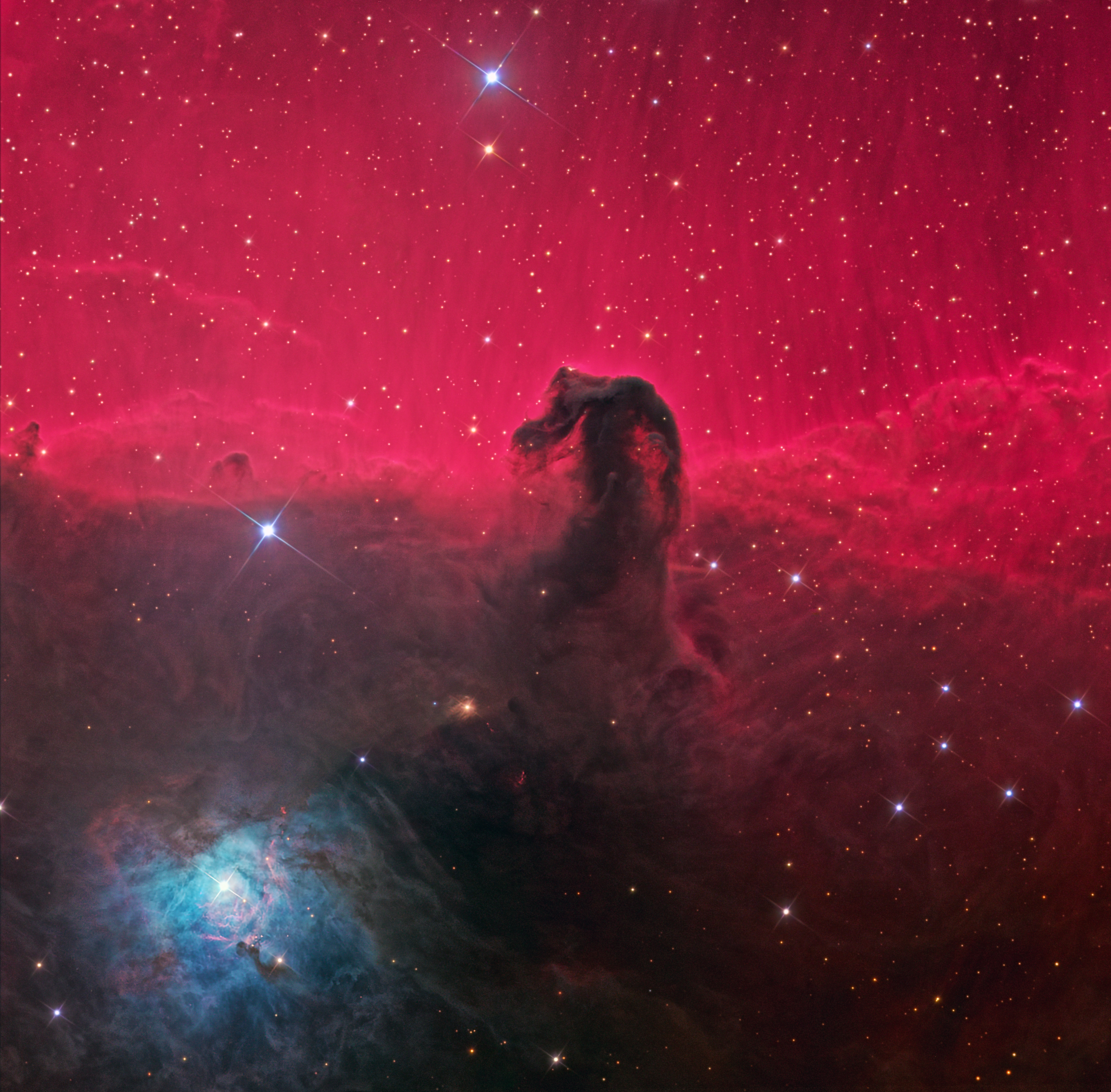
Vue d'IC 434 (rose) et de la nébuleuse de la Tête de Cheval, au premier plan.
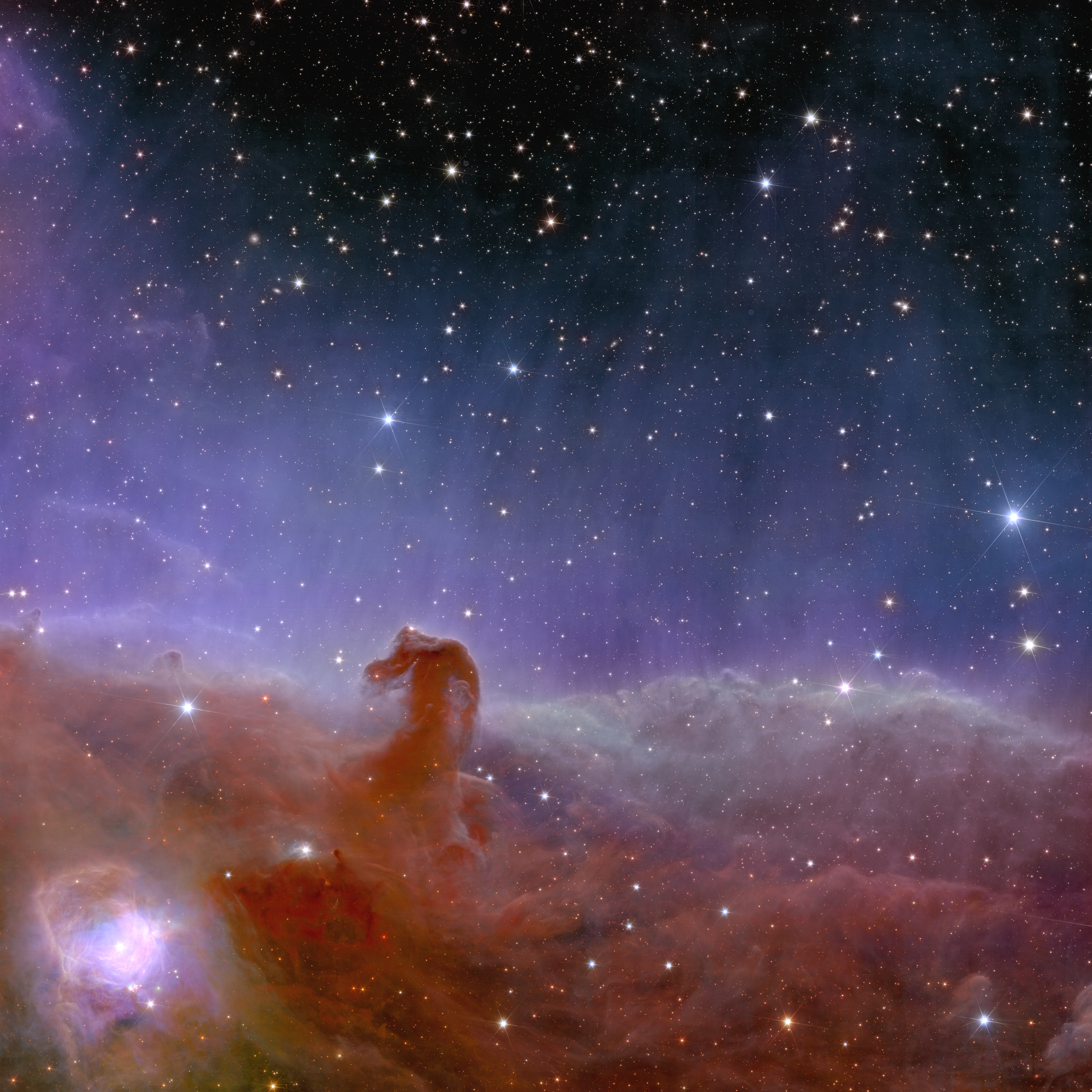
IC 434 et la Tête de Cheval imagées par le télescope spatial Euclid.
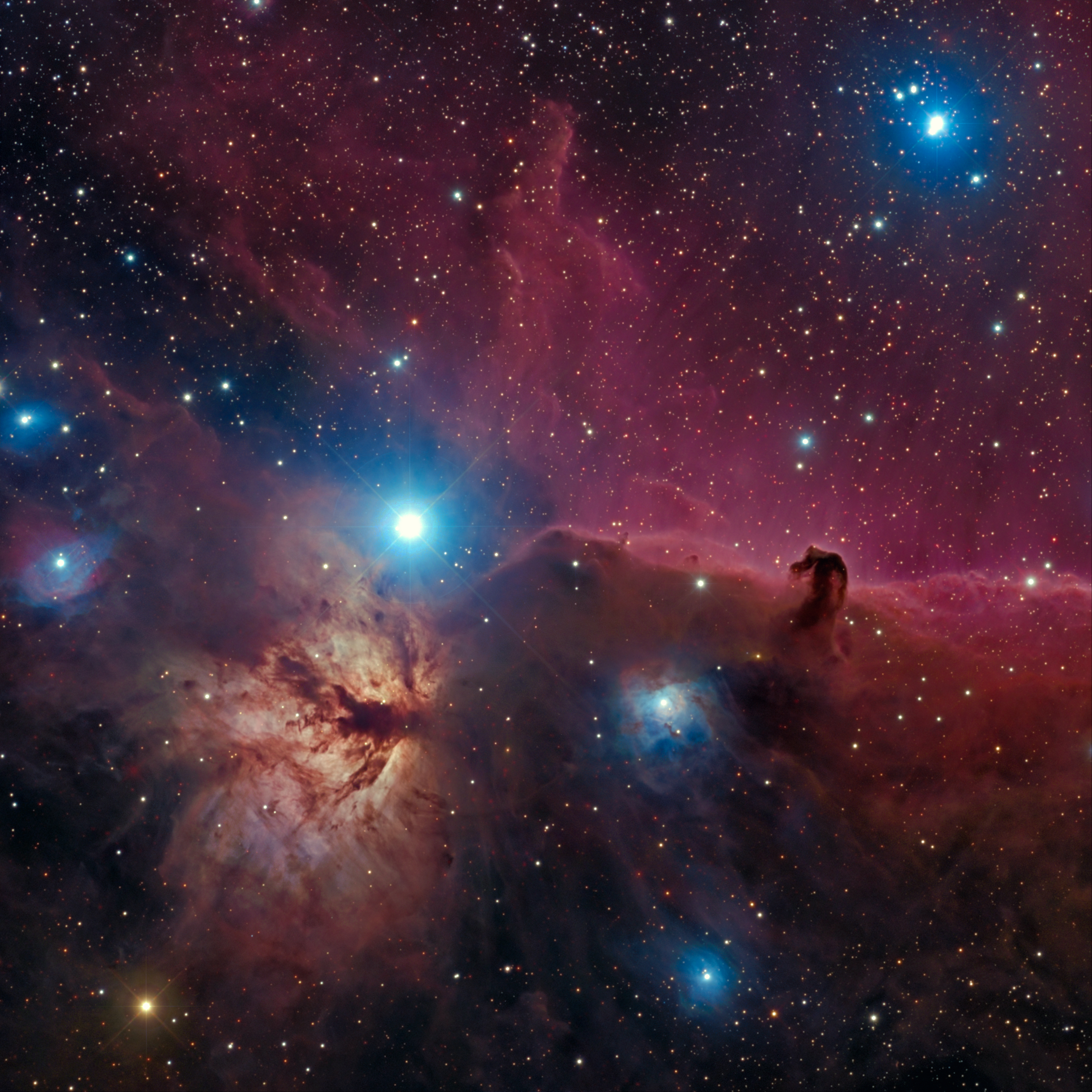
Régions proches d'IC 434 avec la nébuleuse voisine de la Flamme (NGC 2024), en jaune (photographie amateur).